# EuroCity

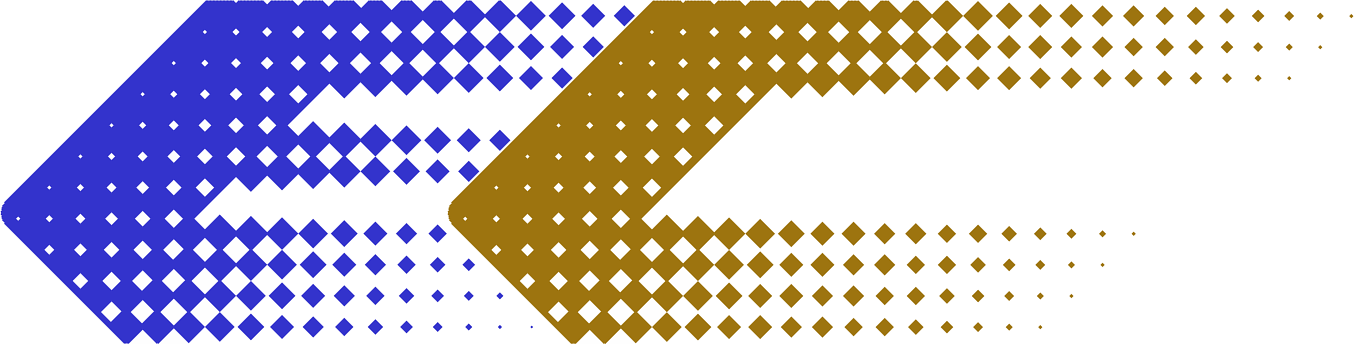
Logo van EuroCity

EuroCity-net in 1987. In het EuroCity net waren aanvankelijk acht nachttreinen (indexnummers 1987.57 t/m 1987.64) opgenomen, op de kaart zijn deze in het blauw aangegeven. De negen TGV's tussen Zwitserland en Frankrijk, oranje op de kaart, reden eveneens als Eurocity. De overige Eurocity's zijn op de kaart groen, terwijl de enig overgebleven TEE, de Gottardo, in het rood is aangegeven. De resterende drie internationale Intercity's, Hamburg-Frederikshavn, Milaan-Lyon en Milaan-Marseille, voldeden niet aan de EC-criteria en zijn grijs aangegeven op de kaart.

Het EuroCity-net eind 2010

De EuroCity (EC) is een Europese treinsoort voor internationale treinen over lange afstanden. Het is de internationale versie van de intercity. Alle EuroCity-treinen hebben een naam met een verwijzing naar een plaats, persoon of een andere eigennaam.
Op 31 mei 1987 richtten de spoorwegmaatschappijen van de Europese Unie, Oostenrijk en Zwitserland met 64 treinen het EuroCity-net als opvolger van de Trans Europ Express (TEE) op. In tegenstelling tot de TEE kent de EuroCity naast eerste klas ook tweede klas.

## Kwaliteitseisen
Treinen moeten aan bepaalde voorwaarden voldoen om EuroCity genoemd te worden:
- Het moet gaan om een dagverbinding (vertrek na 6:00, aankomst voor 24:00), deze eis geldt sinds 23 mei 1993, de nachttreinen zijn toen verder als EuroNight geëxploiteerd.
- De verbinding moet grensoverschrijdend zijn.
- De trein stopt alleen in belangrijke steden.
- De trein heeft een gemiddelde snelheid van minimaal 90 km/h.
- De trein voldoet aan bepaalde punctualiteitseisen.
- Het oponthoud bij een station bedraagt maximaal 5 minuten (of maximaal 15 minuten als bijvoorbeeld van locomotief gewisseld moet worden).
- Grenscontroles vinden plaats tijdens het rijden, zodat daarvoor geen oponthoud nodig is.
- Eten en drinken is verkrijgbaar aan boord.
- De rijtuigen moeten airconditioning hebben.

Er kunnen uitzonderingen gemaakt worden; zo haalde de Eurocity Hamburg - Kopenhagen bijvoorbeeld de gemiddelde snelheid niet omdat deze gebruikmaakte van een veerboot over de Fehmarnbelt. Ook in de Alpen wordt de gemiddelde snelheid meestal niet gehaald.

## Kenmerken
Soms moet een toeslag betaald worden om met een EC te mogen reizen. In de meeste landen is binnenlands gebruik van de EuroCity toegestaan, al dan niet met toeslag.
EuroCity-treinen bestaan vrijwel altijd uit rijtuigen die getrokken worden door een locomotief. De locomotief moet vaak bij de grens gewisseld worden, onder meer vanwege verschillen in bovenleidingsspanning en beveiligingssystemen tussen landen.
Tussen Zwitserland en Italië (Basel/Zürich/Geneve - Milaan) worden de EuroCitydiensten uitgevoerd met treinstellen serie ETR 610 of RABe 501 van de SBB. Deze treinstellen zijn geschikt voor 15.000 volt wisselstroom (Duitsland en Zwitserland) en 3000 volt gelijkstroom (Italië), zodat er  geen locomotiefwissel nodig is in Basel, Chiasso of Domodossola.
De EC-treinen tussen Brussel en Parijs werden vanaf 1993/1994, tot de komst van de Thalys in 1996, geclassificeerd als TEE (met 1e en 2e klasse), hoewel die treincategorie reeds jaren daarvoor was afgeschaft. Er wordt beweerd dat dit gedaan werd om in bepaalde gevallen het EC-reglement te omzeilen, o.a. bij restitutie van reisgelden bij vertraging.

## Geschiedenis
In 1987 waren de EuroCity-treinen een West-Europese aangelegenheid die tot stand kwam door samenwerking tussen nationale spoorwegmaatschappijen. In 1988 sloot Hongarije als eerste land van de tweede wereld zich aan, in 1991 gevolgd door Joegoslavië en Tsjecho-Slowakije. Na de ontbinding van de Sovjet-Unie volgden successievelijk ook de andere Europese tweede-wereldlanden, Polen in 1992 en Tsjechië in 1993 en later ook Slowakije en Roemenië. Het hele netwerk is tussen 1987 en 2012 langzaam in oostelijke richting verschoven, zodat de EuroCity's voornamelijk in Centraal- en Oost-Europa te vinden zijn. Van 1987 t/m 1990 groeide het aantal treinen van 64 tot 76. In 1991 werd, mede door het verhogen van de frequentie op bestaande verbindingen, het aantal EuroCity's vergroot tot 102, daarna volgden nieuwe verbindingen in Centraal- en Oost-Europa. Sinds 1993 neemt het aantal in West-Europa af. De nachttreinen vormen sindsdien de aparte categorie EuroNight, terwijl de dagtreinen vaak zijn vervangen door hogesnelheidstreinen, waaronder de TGV, ICE en Thalys. Deze hogesnelheidstreinen voldoen allemaal aan de kwaliteitseisen, maar worden niet meer als EuroCity verkocht. In het kader van concurrentie tussen spoorwegmaatschappijen moet een bedrijf zich onderscheiden van de concurrent en worden de treinen onder een productnaam in de markt gezet. Bovendien moet de hoge snelheid worden benadrukt en dan moet de naam niet geassocieerd worden met die langzamere EuroCity; zo rijden de TGV's tussen Frankrijk en Zwitserland niet meer als EuroCity, maar onder de productnaam Lyria. Oostenrijk is in 2009 begonnen haar EuroCity's van nieuw materieel te voorzien. Zodra een trein met dit zogeheten RailJet-materieel is uitgerust wordt de trein niet meer als EuroCity maar als Railjet (RJ) aangeboden, zodat daar de EuroCity een aflopende zaak is.

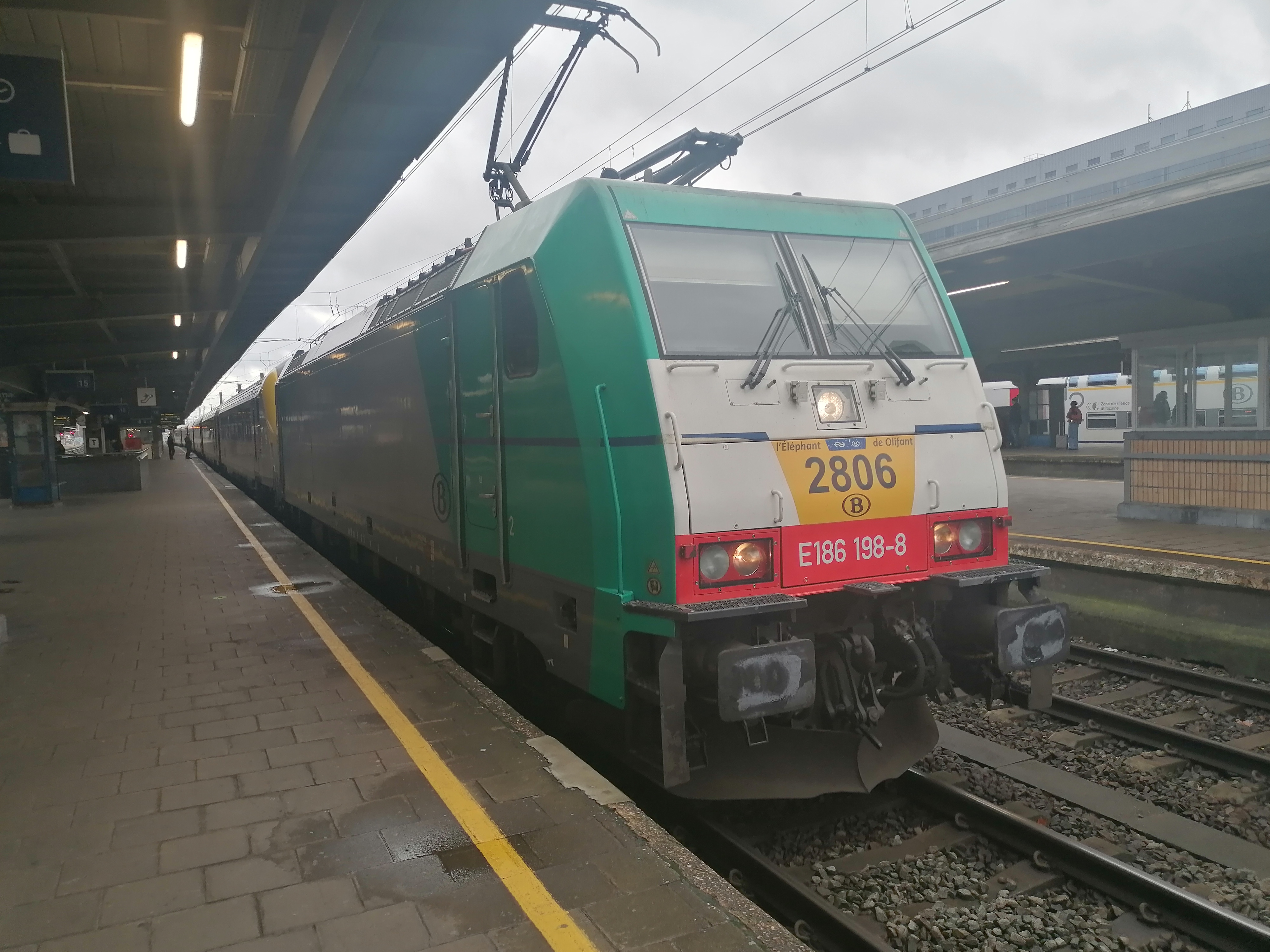
EuroCity in station Brussel-Zuid als trein naar Rotterdam Centraal

Sinds 2024 kennen Nederland en België twee EuroCity-treinen, namelijk de EuroCity Brussel - Rotterdam en de EuroCity Direct tussen Brussel-Zuid en Amsterdam-Zuid (deels verder naar Lelystad Centrum).
In België werden de historische EuroCity's naar Frankrijk en Duitsland vervangen door hogesnelheidstreinen en daarnaast reden in 2016 de EC-treinen tussen Brussel en Zwitserland voor het laatst. Tijdens de Olympische en de Paralympische Zomerspelen 2024 reed er tijdelijk opnieuw een EuroCity Brussel - Parijs, met halte in Bergen (Mons). Die trein op klassiek spoor rijdt vanaf december 2024 in vaste dienstregeling, maar niet meer onder de naam EuroCity, maar als Ouigo Brussel - Parijs.
Het vervangen van "klassieke" treinen door hogesnelheidstreinen levert de reiziger tijdwinst op. Een nadeel is dat deze hogesnelheidstreinen vaak eigen tariefsystemen hebben met verplichte reservering, waardoor de flexibiliteit voor de reiziger verloren gaat.

## Kenmerken per land

### Nederland
Vanaf 1987 tot de komst van de Thalys reden EC-treinen van Amsterdam naar Parijs als opvolger van de D- en TEE-treinen. De voormalige treinen Amsterdam-Keulen reden van 1991 tot de komst van de ICE als EC-trein, alsmede de doorgaande treinen naar Zwitserland. In de beginjaren was ook de boottrein Amsterdam-Hoek van Holland een EC-verbinding en had deze zelfs de namen Admiraal de Ruijter en Benjamin Britten. Er was geen toeslag verschuldigd. De boottrein werd gereden met ICM en voldeed dus niet aan alle kwaliteitskenmerken. Toen al spoedig geregeld ander materieel in de EC-treinen werd ingezet was de EC-status bij een volgende dienstregeling weer voorbij.
Sinds december 2024 rijdt er in de Nederlandse intercitydienst weer een Eurocity tussen Rotterdam en Brussel, in aanvulling op de ook toen geïntroduceerde Eurocity Direct tussen Lelystad en Brussel.

### Duitsland
In Duitsland vallen de IC en de EC onder dezelfde tarieven. De Duitse Intercity-treinen staan qua snelheid en comfort dicht bij de Eurocity. Vaak rijden deze treincategorieën dan ook samen in "Taktverkehr": het ene uur een IC, het andere uur een EC.

### Oostenrijk
De Oostenrijkse spoorwegen (ÖBB) hebben een binnenlandse treincategorie ÖBB-EC (afgekort: OEC), waarvan de treinen voldoen aan de standaarden voor EuroCity-treinen. Oostenrijk wordt door vele EuroCity's doorkruist, waardoor de EC ook voor binnenlands gebruik een belangrijke treinsoort is. Door de beste binnenlandse treinen ook EC te noemen ontstaat een eenduidige productformule voor de binnenlandse reizigers. Voor internationale reizigers kan echter het feit dat in Oostenrijk niet alle EC's internationale treinen zijn, verwarrend werken.
De meeste EuroCity-treinen (zowel de binnenlandse als de buitenlandse variant) zijn vervangen door Railjets, zodat er een eenduidig product ontstaat. Railjets zijn vaak grensoverschrijdend.

## Treindiensten Eurocity-treinen
Deze treinen rijden of reden op de onderstaande verbindingen. De treinnummers en -route zijn weergegeven volgens de situatie ter tijde van de instelling van de dienst. Wijzigingen en details staan in het betreffende artikel. Het indexnummer is de volgorde van instelling van de dienst.
| Treinnummer                                  | Naam                       | Traject | Bedrijf   | Eerste rit        | Laatste rit       | Indexnr. |
| -------------------------------------------- | -------------------------- | --- | --------- | ----------------- | ----------------- | -------- |
| EC 230/231, 233                              | Absalon                    | København - Puttgarden - Hamburg | DSB       | 1 juni 2001       | 14 december 2002  | 2001.01  |
| EC 67/66                                     | Admiraal de Ruijter        | Amsterdam - Hoek van Holland (⛴) Harwich - London | NS/BR     | 31 mei 1987       | 28 mei 1988       | 1987.32  |
| EC 314/315                                   | Agram                      | Zagreb – Dobova – Ljubljana – Jesenice – (Tauernroute) – Salzburg Hbf | SŽ        | 15 december 2002  |                   | 2002.03  |
| EC 166/167                                   | Albert Einstein            | Praha - Furth im Wald - Lindau - Bern - Interlaken | ČD        | 23 mei 1993       | 14 december 2002  | 1993.09  |
| EC 46/47                                     | Alexander von Humboldt     | Berlin – Hannover – Köln – Brussel | DB        | 23 mei 1993       | 23 mei 1998       | 1993.11  |
| EC 390/391                                   | Alfred Nobel               | Hamburg-Altona - Puttgarden - Stockholm | DB        | 31 mei 1987       | 30 mei 1992       | 1987.58  |
| EC 174/175                                   | Alois Negrelli             | Praha - Schöna - Hamburg-Altona | ČD        | 28 mei 2000       |                   | 2000.01  |
| EC 18/19                                     | Andreas Hofer              | Innsbruck - Kufstein - Dortmund | DB        | 2 juni 1991       | 14 december 2002  | 1991.03  |
| EC 92,93                                     | Angelika Kauffmann         | München - Lindau - Zürich | DB        | 23 mei 1993       | 14 december 2002  | 1993.10  |
| EC 128/129                                   | Anton Bruckner             | Linz - Passau - Hamburg-Altona | DB        | 2 juni 1991       | 22 mei 1993       | 1991.02  |
| EC 70/71                                     | Antonín Dvořák             | Wien Südbahnhof Bstg. 1-9 – Hohenau – Breclav (grens) – Brno hl.n. – Ceska Trebova – Pardubice hl.n. – Kolin (CZ) – Praha-Holesovice (Rijdt als EC 70/71 tot Breclav, daarna als SC 70/71) | ČSD       | 2 juni 1991       |                   | 1991.23  |
| EC 114/115                                   | Arbalète                   | Zürich - Basel - Paris-Est | SNCF      | 31 mei 1987       | 28 september 1997 | 1987.44  |
| EC 344/345                                   | Avala                      | Beograd - Kelebia - Budapest - Stúrovo - Bratislava - Brno - Praha | ČD/ŽS     | 14 december 2008  |                   | 2008.02  |
|                                              | Balkan Express             | Beograd - Niš - Sofia - Istanbul |           |                   |                   |          |
| EC 84/85                                     | Barbarossa                 | Milano - Chiasso - Schaffhausen - Stuttgart |           | 31 mei 1987       | 29 mei 1988       | 1987.26  |
| EC 475/477                                   | Barcelona Talgo            | Barcelona - Toulouse - Les Aubrais - Paris-Austerlitz | RENFE     | 31 mei 1987       | 22 mei 1993       | 1987.60  |
| EC 62/63                                     | Bartók Béla                | München - Salzburg - Budapest Keleti | MÁV       | 2 juni 1991       |                   | 1991.01  |
| EC 98/99                                     | Bavaria                    | Zürich HB – Winterthur – St. Gallen(CH) – St. Margrethen (grens) – Bregenz – Lindau Hbf (K) (grens) – Memmingen – Immenstadt – Kempten – Kaufbeuren – Buchloe – München Hbf | DB        | 31 mei 1987       | 14 december 2002  | 1987.31  |
| EC 63/62                                     | Benjamin Britten           | London - Harwich (⛴) Hoek van Holland - Amsterdam | NS/BR     | 31 mei 1987       | 28 mei 1988       | 1987.64  |
| EC 340/341                                   | Beograd                    | Wien - Budapest - Novi Sad - Beograd |           |                   |                   |          |
| EC 54/55                                     | Berlin-Gdansk Express      | Berlin Hbf - Poznan - Gdansk - Gdynia | DB/PKP    | 5 juni 2012       | 8 december 2012   | 2012.01  |
| EC 40/41 EC 44/45 EC 46/47 EC 48/49          | Berlin-Warszawa Express    | Warszawa Wschodnia – Warszawa Centralna – Kutno – Konin – Poznan Gl. – Swiebodzin – Rzepin – Frankfurt (Oder) (grens) – Berlin Ostbahnhof – Berlin Hbf | DB/PKP    | 30 september 2002 |                   | 2002.01  |
| EC 104/105                                   | Berner Oberland            | Amsterdam - Basel - Interlaken | SBB       | 2 juni 1991       | 12 december 2004  | 1991.18  |
| EC 42/43                                     | Berolina                   | Warszawa - Frankfurt Oder - Berlin | DR        | 31 mei 1992       | 29 september 2002 | 1992.07  |
| EC 188/189                                   | Bertel Thorvaldsen         | Hamburg - Puttgarden - København | DB        | 31 mei 1992       | 14 december 2002  | 1992.01  |
| EC 20/21                                     | Blauer Enzian              | Klagenfurt - Salzburg - Dortmund | DB        | 31 mei 1987       | 14 december 2002  | 1987.06  |
| EC 141/152                                   | Bonifacius                 | Amsterdam - Emmerich - Köln | DB        | 2 juni 1991       | 4 november 2000   | 1991.14  |
| EC 132/135                                   | Borromeo                   | Milano - Brig - Lötschberg - Basel SBB | CIS       | 12 december 2004  |                   | 2004.06  |
| EC 107/198                                   | Brianza                    | Bellinzona – Chiasso – Como S. Giovanni – Milano Centrale | CIS       | 9 december 2007   | 13 december 2009  | 2007.05  |
| EC 83/86                                     | Brabant                    | Paris Nord – Brussel-Zuid | SNCF      | 31 mei 1987       | 22 mei 1993       | 1987.56  |
|                                              | Bulgaria                   | Moskva - Kiev - București - Sofia/Varna/Burgas |           |                   |                   |          |
| EC 382/383                                   | Canaletto                  | Schaffhausen – Zürich HB (K) – Gotthardtunnel - Milano - Venezia | CIS       | 13 juni 2004      |                   | 2004.02  |
| EC 178/179                                   | Carl Maria von Weber       | Praha - Schöna - Hamburg | ČD        | 29 mei 1994       |                   | 1994.01  |
| EC 31/30                                     | Carlo Goldoni              | Venezia - Lubljana - Zagreb - Budapest | FS        | 10 juni 2001      | 9 december 2006   | 2001.03  |
| EC 4/5                                       | Carlo Magno                | Sestri Levante - Basel - Dortmund | DB        | 31 mei 1987       | 30 mei 1992       | 1987.02  |
|                                              | Corona                     | Budapest - Oradea – Cluj - Napoca – Brașov | CFR       |                   |                   |          |
| EC 9240/9249                                 | Caravaggio                 | Milano Centrale - Paris | SNCF      | 15 december 2003  |                   | 2003.02  |
| EC 50/51                                     | Casanova                   | Ljubljana – Postojna – Sežana – Villa Opicina – Monfalcone – Portogruaro-Caorle – Venezia Mestre – Venezia Santa Lucia | SŽ        | 15 december 2003  | 31 maart 2008     | 2003.01  |
| EC 70/71                                     | Catalan Talgo              | Barcelona – Gerona – Port Bou – Cerbère – Perpignan – Narbonne – Béziers – Sète – Montpellier – Nîmes – Avignon – Valence – Romans Bourg de Péage – Grenoble – Challes les Eaux – Chambéry – Aix les Bains le Revard – Culoz (K) – Bellegarde – Genève-Cornavin | RENFE     | 31 mei 1987       | 18 december 2010  | 1987.47  |
| EC 22/29                                     | Champs Élysées             | (TGV) Lausanne - Paris | SNCF      | 31 mei 1987       | 16 mei 2003       | 1987.42  |
| EC 80/181                                    | Christian Morgenstern      | Hamburg - Puttgarden - København | DB        | 31 mei 1992       | 14 december 2002  | 1992.02  |
| EC 355/354                                   | Cinque Terre               | Schaffhausen – Zürich HB (K) – (Gotthard route) – Milano - Genua - Livorno | CIS       | 13 juni 2004      | 14 december 2008  | 2004.01  |
| EC 26/23                                     | Cisalpin                   | (TGV) Lausanne - Paris / Genève – Milano Centrale | SNCF/SBB  | 31 mei 1987       | 22 mei 1993       | 1987.39  |
| EC 246/247                                   | Citadella                  | Budapest – Székesfehérvár – Veszprém – Zalaegerszeg–Murska Sobota– Ljubljana | MÁV       | 10 juni 2001      |                   | 2001.04  |
| EC 70/71                                     | Colosseum                  | Roma Termini - Basel - Frankfurt am Main | DB        | 28 mei 1989       | 1 juni 1997       | 1989.05  |
| EC 170/171                                   | Comenius                   | Praha - Schöna - Berlin | ČD        | 23 mei 1993       | 11 december 2009  | 1993.03  |
| EC 158/159                                   | Croatia                    | Zagreb - Graz - Wien |           | 10 december 2006  |                   |          |
|                                              | Dacia                      | Wien - Győr - Budapest - Szolnok – Békéscsaba – Arad – Sighişoara – Brașov – București | CFR       |                   |                   |          |
| EC 220/221                                   | Detvan                     | Ostrava - Bohumín - Čadac - Zvolen | ČD        | 10 december 2006  | 9 december 2010   | 2006.03  |
| EC                                           | Devín                      | Praha - Kúty - Bratislava | ZSSK      |                   | 11 december 2009  |          |
| EC 9242/9247                                 | Alexandre Dumas            | Paris - Modane - Torino - Milano | Artesia   | 29 juni 1996      | 13 december 2009  | 1996.04  |
| EC 52/53                                     | Drava                      | Venezia - Ljubljana - Zagreb - Boedapest |           |                   |                   |          |
| EC 150/151                                   | Emona                      | Ljubljana – Maribor – Spielfeld-Straß – Graz Hbf – Semmeringspoorlijn – Wien Südbahnhof | ÖBB       | 15 december 2002  |                   | 2002.04  |
| EC 24/25                                     | Erasmus                    | Amsterdam - Emmerich - Kufstein - Innsbruck | DB        | 31 mei 1987       | 4 november 2000   | 1987.07  |
| EC 104/105                                   | Étoile d'Europe            | Luxembourg - Brussel | CFL       | 30 mei 1999       | 13 december 2003  | 1999.03  |
| EC 87/82                                     | Étoile du Nord             | Paris Nord – Brussel-Zuid – Brussel-Noord – Antwerpen-Berchem – Roosendaal – Rotterdam CS – Den Haag HS – Amsterdam CS | SNCF      | 31 mei 1987       | 22 januari 1995   | 1987.53  |
| EC 126/127                                   | Fatra                      | Žilina - Praha | ČD        |                   | 9 december 2010   |          |
| EC 36/37                                     | Felix Timmermans           | Köln Hbf – Aachen (grens) – Liège-G. – Brussel-Noord – Brussel-Zuid | DB        | 23 mei 1993       | 23 mei 1998       | 1993.13  |
| EC 26/27                                     | Frans Hals                 | Amsterdam - Emmerich - München | DB        | 31 mei 1987       | 4 november 2000   | 1987.08  |
| EC                                           | František Křižik           | Praha - Kúty - Bratislava | ZSSK      | 14 december 2008  | 11 december 2009  | 2008.09  |
| EC 20/21                                     | Franz Liszt                | Budapest - Passau - Dortmund | DB        | 28 mei 1989       | 13 december 2003  | 1989.06  |
| EC 64/65                                     | Franz Schubert             | Zürich - Innsbruck - Wien | ÖBB       | 31 mei 1987       |                   | 1987.36  |
| EC 74/75                                     | Franz Schubert             | Wien - Praha | ČD        | 14 december 2008  |                   | 1987.36  |
| EC 144/145, 146/147                          | Fréjus                     | Lyon - Modane - Torino | FS        | 29 september 1996 | 14 december 2003  | 1996.01  |
| EC 223/222                                   | Galilei                    | Paris - Lausanne - Brig - Milano - Venezia / Firenze | SNCF      | 31 mei 1987       | 22 mei 1993       | 1987.63  |
| EC 80/81                                     | Garda                      | Milano - Verona Porta Nuova – Brenner – Kufstein – München Hbf | FS        | 2 juni 1991       |                   | 1991.07  |
| EC 56/57                                     | Goethe                     | Paris Est - Saarbrücken - Frankfurt am Main | DB        | 31 mei 1987       | 13 december 2003  | 1987.18  |
| EC 57/58                                     | Gottardo                   | Winterthur – Milano Centrale | SBB       | 25 september 1988 | 31 mei 1997       | 1988.05  |
| EC 96/97                                     | Gottfried Keller           | München - Lindau - Zürich | SBB       | 31 mei 1987       | 14 december 2002  | 1987.30  |
| EC 82/83                                     | Grödnertal / Val Gardena   | Verona Porta Nuova – Brennero/Brenner – Innsbruck Hbf – Kufstein – München | FS        | 28 mei 2000       |                   | 2000.03  |
| EC 78/79                                     | Gustav Klimt               | Graz - Wien - Brno - Praha | ČD        | 14 december 2008  |                   | 2008.08  |
| EC 70/71                                     | Gustav Mahler              | Wien - Brno - Praha | ČD        | 14 december 2008  |                   | 2008.06  |
| EC 42/43                                     | Gustave Eiffel             | Köln - Brussel - Paris Nord | SNCF      | 31 mei 1987       | 13 december 2003  | 1987.14  |
| EC 194/195                                   | Hamlet                     | Hamburg - Puttgarden - København | DB        | 2 juni 1991       | 14 december 2002  | 1991.11  |
| EC 34/35                                     | Hansa                      | Hamburg - Puttgarden - København | DB        | 31 mei 1987       | 1 juni 1991       | 1987.12  |
| EC 74/75                                     | Havelland                  | Zürich - Basel - Berlin | DB        | 31 mei 1992       | 22 mei 1993       | 1992.06  |
| EC 58/59                                     | Heinrich Heine             | Paris Est - Saarbrücken - Frankfurt am Main | SNCF      | 28 mei 1989       | 13 december 2003  | 1989.01  |
| EC 78/79                                     | Helvetia                   | Hamburg - Basel - Zürich | DB        | 31 mei 1987       | 22 mei 1993       | 1987.23  |
| EC 974/977                                   | Henri Dunant               | (TGV) Genève - Paris | SNCF      | 31 mei 1987       | 16 mei 2003       | 1987.49  |
| EC 82/83                                     | Hermann Hesse              | Chiasso - Schaffhausen - Stuttgart | SBB       | 31 mei 1987       | 27 mei 1989       | 1987.25  |
| EC 140/153                                   | Hieronymus Bosch           | Köln - Emmerich - Amsterdam | DB        | 2 juni 1991       | 4 november 2000   | 1991.13  |
| EC 536/537                                   | Hernád                     | Budapest - Hidasnémeti - Kosiče |           | 11 december 2011  |                   | 2011.01  |
| EC 128/129                                   | Hradčany                   | Žilina - Praha | ČD        |                   | 9 december 2010   |          |
| EC 110/111                                   | Hugo von Hofmannsthal      | Klagenfurt - Salzburg - Stuttgart | DB        | 2 juni 1991       | 14 december 2002  | 1991.08  |
| EC 146/147                                   | Hukvaldy                   | |           |                   |                   |          |
| EC 174/175                                   | Hungaria                   | Budapest - Bratislava - Schöna - Hamburg | ČD        | 23 mei 1993       |                   | 1993.05  |
| EC 80/85                                     | Île de France              | Paris Nord – St. Quentin – Brussel-Zuid – Brussel-Noord – Antwerpen-Berchem – Roosendaal – Rotterdam – Den Haag HS – Amsterdam CS | SNCF/NMBS | 31 mei 1987       | 22 mei 1993       | 1987.54  |
| EC 179                                       | Insubria                   | Zürich HB – Arth-Goldau – Göschenen – (Gotthard route) – Bellinzona – Lugano – Chiasso (grens) – Como S. Giovanni – Milano Centrale | CIS       | 11 december 2005  | 13 december 2009  | 2005.06  |
| EC 96/97                                     | Iris                       | Chur – Sargans – Wädenswil – Zürich HB – Aarau – Basel – Strasbourg – Metz Ville – Luxembourg – Arlon - Brussel | SBB       | 31 mei 1987       |                   | 1987.45  |
|                                              | Ister                      | Budapest - Szolnok - Békéscsaba - Arad - Brașov - București | CFR       |                   |                   |          |
| EC 142/151                                   | Jan Pietersz Sweelinck     | Amsterdam - Emmerich - Köln | DB        | 2 juni 1991       | 4 november 2000   | 1991.15  |
| EC 38/39                                     | Jacques Brel               | Dortmund - Köln - Aachen - Liège - Brussel - Paris | DB        | 23 mei 1993       | 1 juni 1996       | 1993.12  |
| EC 168/169                                   | Jan Hus                    | Praha - Schöna - Dresden | DB        | 28 mei 2000       | 31 mei 2001       | 2000.02  |
| EC 148/149                                   | Jan Perner                 | Žilina - Čadac - Bohumín - Praha | ČD        | 14 december 2008  | 9 december 2010   | 2008.05  |
| EC 295/296 / IC 90/91, 97                    | Jean Monnet, Vauban, Iris  | Brussel-Zuid - Brussel-Centraal - Brussel-Noord - Brussel-Schuman - Brussel-Luxembourg - Ottignies - Gembloux - Namur - Marloie - Jemelle - Libramont - Marbehan - Arlon - Luxemburg - Thionville - Metz - Strasbourg - Sélestat - Colmar - Mullhouse - Basel | SNCF/SBB  | 30 mei 1999       | 4 april 2016      | 1999.01  |
| EC 174/175                                   | Jeszensky János            | Budapest - Stúrovo - Bratislava - Praha - Dresden - Berlin - Hamburg | MÁV       | 9 december 2007   |                   | 2007.01  |
| EC 972/979                                   | J.J. Rousseau              | (TGV) Genève - Paris | SNCF      | 31 mei 1987       | 16 mei 2003       | 1987.48  |
| EC 72/73                                     | Johann Gregor Mendel       | Wien Südbahnhof Bstg. 1-9 – Hohenau – Breclav (grens) – Brno hl.n. – Pardubice hl.n. – Praha-Holesovice (Rijdt als EC 72/73 tot Breclav, daarna als SC 72/73) | ČD        | 10 december 2006  | 13 december 2008  | 2006.02  |
| EC 28/29                                     | Johann Strauss             | Wien - Passau - Köln | ÖBB       | 31 mei 1987       | 12 december 2009  | 1987.09  |
| EC 177/178                                   | Johannes Brahms            | Berlin - Praha - Wien | ČD        | 14 december 2008  |                   | 2008.01  |
| EC 120/121                                   | Johannes Kepler            | Linz - Passau - Frankfurt am Main | ÖBB       | 2 juni 1991       | 28 mei 1994       | 1991.09  |
| EC 144/149                                   | Johannes Vermeer           | Amsterdam - Emmerich - Köln | DB        | 2 juni 1991       | 4 november 2000   | 1991.16  |
| EC 381/382                                   | Josef Bem                  | Warszawa - Krakau - Muszyna - Kosiče - Miskolc - Boedapest |           | 9 december 2007   |                   | 2007.02  |
| EC 26/27                                     | Joseph Haydn               | Wien - Passau - Hamburg | DB        | 2 juni 1991       | 13 december 2003  | 1991.19  |
| EC 100/101                                   | Jože Plečnik               | Ljubljana – Maribor – Spielfeld-Straß – Graz – Selzthal – Linz Hbf – Horni Dvoriste – Ceske Budejovice – Praha hl.n. |           | 11 december 2005  | 13 december 2009  | 2005.01  |
| EC 62/63                                     | Kálmán Imre                | Budapest-Keleti pu – Budapest-Kelenföld – Györ – Hegyeshalom (grens) – Wien Westbahnhof – St.Pölten Hbf – Linz Hbf – Salzburg Hbf (grens) – München Hbf) |           |                   |                   | .        |
| EC 192/193                                   | Karen Blixen               | Hamburg - Puttgarden - København | DB        | 2 juni 1991       | 14 december 2002  | 1991.10  |
| EC 50/51                                     | Karlštejn/Karlstein        | Praha - Cheb - Dortmund | ČD        | 29 mei 1994       | -                 | 1994.02  |
| EC 80/81                                     | Karwendel                  | Innsbruck - Mittenwald - Hamburg |           | 31 mei 1987       | 28 mei 1988       | 1987.24  |
| EC 164/165                                   | Kaiserin Elisabeth         | Zürich - Innsbruck - Salzburg | ÖBB       | 30 mei 1999       | 12 december 2009  | 1999.02  |
| EC 154/155                                   | Killesberg                 | Stuttgart – Zürich HB | SBB       | 23 mei 1993       | 7 augustus 1994   | 1993.01  |
| EC 470/471                                   | Komet                      | Chur/Brig - Basel - Hamburg | DB        | 31 mei 1987       | 1 juni 1991       | 1987.57  |
|                                              | Körös                      | Budapest - Szolnok - Békéscsaba - Arad - Timişoara | CFR       |                   |                   |          |
| EC 120/121                                   | Košican                    | Košice - Žilina - Horní-Lidec Púchov - Olomouc - Praha | ZSSK      |                   | 10 december 2011  |          |
| EC 143/230                                   | Kysuca                     | Praha - Ostrava - Čadac - Žilina | ČD        | 12 december 2009  | 9 december 2010   |          |
| EC 144/145                                   | Landek                     | |           |                   |                   |          |
| EC 105                                       | Lario                      | Biasca - Chiasso - Milano | CIS       | 9 december 2007   | 13 december 2009  | 2007.06  |
| EC                                           | Lehár                      | Wien - Budapest | MÁV       | 29 mei 1988       |                   | 1988.01  |
| EC 980/971                                   | Le Genevois                | (TGV) Genève - Paris | SNCF      | 31 mei 1987       | 16 mei 2003       | 1987.52  |
| EC 113/116                                   | Le Corbusier               | Basel - Paris | SNCF      | 31 mei 1987       | 28 september 1997 | 1987.43  |
| EC 102/103                                   | Le Grand Ducal             | Luxembourg - Brussel | CFL       |                   | 13 december 2003  |          |
|                                              | Le Mosellan                | Paris - Luxembourg |           |                   |                   |          |
| EC 28/29                                     | Lemano                     | (TGV) Lausanne - Paris / Lausanne – Milano Centrale | SNCF/SBB  | 31 mei 1987       |                   | 1987.40  |
| EC 10/11                                     | Leonardo da Vinci          | Milano - Brenner - Kufstein - Dortmund | DB        | 31 mei 1987       |                   | 1987.05  |
| EC 240/241                                   | Leoš Janácek               | |           |                   |                   |          |
| EC 141/142, 147/148                          | Ligure                     | Nice Ville – Monaco-Monte-Carlo – Menton – Ventimiglia – San Remo – Genova Piazza Principe – Milano Centrale | FS        | 12 september 2004 | 13 december 2009  | 2004.03  |
| EC 6/7                                       | Lötschberg                 | Brig - Basel - Hannover | DB        | 31 mei 1987       | 12 december 2004  | 1987.03  |
| EC 24/21                                     | Lutetia                    | (TGV) Lausanne - Paris / Milano - Genève | SNCF/SBB  | 31 mei 1987       | 16 mei 2003       | 1987.41  |
| EC 407/409                                   | Madrid Talgo               | Madrid - Bordeaux - Les Aubrais - Paris-Austerlitz | RENFE     | 31 mei 1987       | 22 mei 1993       | 1987.59  |
|                                              | Maestral                   | Budapest - Székesfehérvár - Zagreb |           |                   |                   |          |
| EC 50/51                                     | Manzoni                    | Milano Centrale - Winterthur | SBB       | 28 mei 1989       |                   | 1989.04  |
| EC 60/61                                     | Maria Theresia             | Zürich - Innsbruck - Wien | ÖBB       | 31 mei 1987       | 12 december 2009  | 1987.34  |
| EC 68/69                                     | Marie Curie                | Stuttgart - Strasbourg - Paris | DB        | 31 mei 1992       | 1 juni 1996       | 1992.05  |
| EC 72/73                                     | Matterhorn                 | Brig - Basel - Frankfurt | DB        | 28 mei 1990       |                   | 1990.01  |
| EC 66/67                                     | Maurice Ravel              | München - Strasbourg - Paris Est | SNCF      | 28 mei 1989       | 13 december 2003  | 1989.02  |
| EC 16/17                                     | Max Reinhardt              | Wien - Salzburg - Münster | DB        | 23 mei 1993       | 14 december 2002  | 1993.08  |
| EC 115/116                                   | Mediolanum                 | Basel SBB – Olten – Luzern – Arth-Goldau – (Gotthard route) – Bellinzona – Lugano – Chiasso – Como S. Giovanni – Milano Centrale | CIS       | 12 december 2004  |                   | 2004.09  |
| EC 48/49                                     | Memling                    | Köln - Aachen - Oostende | NMBS      | 31 mei 1987       | 23 mei 1998       | 1987.16  |
| EC 30/31                                     | Merkur                     | København - Puttgarden - Frankfurt am Main | DB        | 31 mei 1987       | 1 juni 1991       | 1987.10  |
| EC 80/81                                     | Michelangelo               | Roma Termini - Firenze - Bologna - Verona - Brenner - Kufstein - München | FS        | 29 mei 1988       |                   | 1988.02  |
| EC 10/11                                     | Mimara                     | Zagreb - Salzburg - München | JŽ        | 2 juni 1991       | -                 | 1991.04  |
| EC 40/41                                     | Molière                    | Dortmund - Aachen - Paris Nord | DB        | 31 mei 1987       | 13 december 1997  | 1987.13  |
| EC 140/141, 142/143                          | Monginevro                 | Lyon - Modane - Torino | FS        | 29 september 1996 | 14 december 2003  | 1996.03  |
| EC 76/77                                     | Mont Blanc                 | Genève - Basel - Hamburg Altona | DB        | 31 mei 1987       | 31 mei 2001       | 1987.22  |
| EC 177                                       | Monte Ceneri               | Zürich HB – Arth-Goldau – Göschenen – (Gotthard route) – Bellinzona – Lugano – Chiasso (grens) – Como S. Giovanni – Milano Centrale | CIS       | 11 december 2005  | 13 december 2009  | 2005.05  |
| EC 136/137, 138/139                          | Mont Cenis                 | Lyon - Modane - Torino - Milano | FS        | 29 september 1996 | 14 december 2003  | 1996.02  |
| EC 124/129                                   | Cisalpino Monte Rosa       | Genève-Aéroport – Genève – Lausanne – Montreux – Sion – Sierre/Siders – Brig – (Simplon route) – Domodossola – Verbania-Pallanza – Stresa – Arona – Gallarate – Milano Centrale (grens: Iselle di Trasquera) | CIS       | 12 december 2004  |                   | 2004.07  |
| EC 39/40                                     | Monteverdi                 | Genève-Aéroport - Genève - Simplon - Milano - Venezia | SBB       | 31 mei 1987       |                   | 1987.38  |
| EC 130/131                                   | Moravia                    | Budapest - Stúrovo - Bratislava - Bohumín - Warszawa | ZSSK      | 14 december 2008  |                   | 2008.03  |
| EC 68/69                                     | Mozart                     | Wien Westbahnhof – Linz Hbf – Salzburg Hbf – München Hbf - Strasbourg - Paris Est | ÖBB       | 28 mei 1989       | 13 december 2003  | 1989.08  |
|                                              | Nikola Tesla               | Beograd - Zagreb - Venezia |           |                   |                   |          |
| EC 142/143                                   | Odra                       | Praha - Ostrava - Žilina | ČD        | 9 december 2007   | 9 december 2010   | 2007.03  |
|                                              | Olympus                    | Beograd - Niš - Skopje - Thessaloniki |           |                   |                   |          |
| EC 147                                       | Olše                       | Praha - Žilina | ČD        | 9 december 2007   | 9 december 2010   | 2007.04  |
| EC 72/73                                     | Otto Lilienthal            | Zürich - Basel - Berlin | DB        | 2 juni 1991       | 22 mei 1993       | 1991.20  |
| EC 44/45                                     | Paderewski                 | Warszawa - Frankfurt/oder - Berlin Zoo | PKP       | 24 mei 1998       | 29 september 2002 | 1998.01  |
| EC 12/13                                     | Paganini                   | Bologna - Brenner - Kufstein - Dortmund | DB        | 2 juni 1991       |                   | 1991.06  |
| EC 213/212                                   | Palatino                   | Paris - Chambéry - Genova - Roma | SNCF      | 31 mei 1987       | 22 mei 1993       | 1987.61  |
| EC 44/45                                     | Parsifal                   | Paris Nord - Aachen - Köln | DB        | 31 mei 1987       | 14 december 1997  | 1987.15  |
| EC 14/15                                     | Patscherkofel              | Innsbruck - Kufstein - Saarbrücken | DB        | 23 mei 1993       | 27 mei 1995       | 1993.07  |
|                                              | Pau Casals                 | Barcelona - Genève - Bern | RENFE     | 28 mei 1989       | 22 mei 1993       | 1989.09  |
|                                              | Pestalozzi                 | Innsbruck - Zürich |           | 29 mei 1988       |                   | 1988.04  |
|                                              | Petrov                     | Brno - Bratislava - Budapest | MÁV       | 9 december 2012   |                   | 2012.02  |
| EC 146/147                                   | Piet Mondriaan             | Amsterdam - Emmerich - Köln | DB        | 2 juni 1991       | 4 november 2000   | 1991.17  |
| EC 102/103                                   | Polonia                    | Wien - Warschau |           | 1 juni 1997       |                   | 1997.01  |
| EC 176/177                                   | Porta Bohemica             | Praha - Schöna - Hamburg | ČD        | 23 mei 1993       |                   | 1993.06  |
| EC 48/49                                     | Posnania                   | Poznan - Frankfurt/oder - Berlin Zoo | PKP       | 24 mei 1998       | 29 september 2002 | 1998.02  |
| EC 106/107                                   | Praha                      | Warszawa - Praha | PKP       | 23 mei 1993       |                   | 1993.15  |
|                                              | Prietenia                  | București – Iaşi – Chişinău |           |                   |                   |          |
| EC 90/91                                     | Prinz Eugen                | Wien - Passau - Hamburg | DB        | 31 mei 1987       | 23 mei 1998       | 1987.28  |
| EC                                           | Raffaello                  | Roma - Firenze - Bologna - Milano - Zürich | FS        | voor 26 sep 1993  | 29 september 1997 |          |
| EC 532/533                                   | Rákoczi                    | Budapest - Hidasnémeti - Kosiče |           | 11 december 2011  |                   | 2011.02  |
| EC 70/71                                     | Rätia                      | Chur - Basel - Hamburg | DB        | 31 mei 1987       |                   | 1987.20  |
| EC 2/3                                       | Rembrandt                  | Chur - Basel - Emmerich - Amsterdam | DB        | 31 mei 1987       | 14 december 2002  | 1987.01  |
| EC 8/9                                       | Rheinpfeil                 | Chur - Basel - Hannover | DB        | 31 mei 1987       | 1 juni 1991       | 1987.04  |
| EC 139/140, 159/160                          | Riviera dei Fiori          | Nice Ville – Monaco-Monte-Carlo – Menton – Ventimiglia – San Remo – Genova Piazza Principe – Milano Centrale | FS        | 11 december 2005  | 13 december 2009  | 2005.03  |
| EC 203/209                                   | Robert Schuman             | Paris - Luxembourg | CFL       | 31 mei 1987       |                   | 1987.46  |
| EC 16/17                                     | Robert Stolz               | Graz - Salzburg - München | ÖBB       | 28 mei 1989       | 1 juni 1991       | 1989.07  |
| EC 37/30                                     | Romulus                    | Roma - Firenze - Venezia - Klagenfurt - Wien | FS        | 31 mei 1987       | 9 juni 2001       | 1987.33  |
| EC 186/187                                   | Rosenborg                  | København - Puttgarden - Hamburg | DB        | 31 mei 1992       | 28 mei 1994       | 1992.04  |
| EC 60/61                                     | Rosenkavalier              | Wien - Salzburg - München | ÖBB       | 2 juni 1991       | 28 mei 1995       | 1991.05  |
| EC 53/56                                     | Rossini                    | Schaffhausen - Zürich - Milano |           | 31 mei 1987       |                   | 1987.37  |
| EC 81/84                                     | Rubens                     | Paris Nord – Brussel-Zuid | NMBS/SNCF | 31 mei 1987       | 22 mei 1993       | 1987.55  |
| EC 111/114                                   | San Marco                  | Basel SBB – Olten – Zofingen – Sursee – Luzern (K) – Arth-Goldau – (Gotthard route) – Bellinzona – Lugano – Chiasso (grens) – Como S. Giovanni – Milano Centrale (K) – Brescia – Desenzano del Garda – Peschiera del Garda – Verona Porta Nuova – S. Bonifacio – Vicenza – Padova – Venezia Mestre – Venezia S. Lucia                                                                                       | CIS       | 11 december 2005  |                   | 2005.02  |
| EC 143/144, 145/146                          | San Remo                   | Nice Ville – Monaco-Monte-Carlo – Menton – Ventimiglia – San Remo – Genova Piazza Principe – Milano Centrale | FS        |                   | 13 december 2009  |          |
| EC 111/211, 210/110                          | Sava                       | München - Villach - Ljubljana - Zagreb - Beograd |           |                   | 14 december 2002  |          |
| EC 86/87                                     | Schwabenland               | Zürich - Schaffhausen - Stuttgart | SBB       | 31 mei 1987       | 28 mei 1989       | 1987.27  |
| EC 92/93                                     | Schweizerland              | Zürich - Lindau - München | SBB       | 31 mei 1987       | 22 mei 1993       | 1987.29  |
| EC 32/33                                     | Skandinavien               | København - Puttgarden - Hamburg | DB        | 31 mei 1987       | 1 juni 1991       | 1987.11  |
| EC 272/273                                   | Jaroslav Hašek             | Budapest - Stúrovo - Bratislava - Brno - Praha | ČD        |                   |                   |          |
| EC 274/275                                   | Slovan                     | Budapest - Bratislava - Praha |           | 14 december 2008  |                   | 2008.04  |
| EC 276/277                                   | Slovenská Strela           | Budapest - Bratislava - Praha | ČD        | 1 juni 2001       |                   | 2001.02  |
| EC 278/279                                   | Smetana                    | Wien Südbahnhof Bstg. 1-9 – Hohenau – Breclav (grens) – Brno hl.n. – Pardubice hl.n. – Praha-Holesovice - Schöna - Dresden (Rijdt als EC 74/75 tot Breclav, daarna als SC 74/75) | ČD        | 15 december 2002  | 2004              | 2002.02  |
| EC 278/279                                   | Metropolitan               | Budapest - Bratislava - Praha | ČD        |                   |                   |          |
| EC 104/105                                   | Sobieski                   | Wien - Warszawa | PKP       | 23 mei 1993       |                   | 1993.16  |
| EC 184/185                                   | Sören Kierkegaard          | Hamburg - Puttgarden - København | DB        | 31 mei 1992       | 28 mei 1994       | 1992.03  |
| EC 66/67                                     | Stachus                    | Wien - Salzburg - München | ÖBB       | 31 mei 1987       | 22 mei 1993       | 1987.19  |
| EC 217/216                                   | Stendhal                   | Paris - Torino - Milano | SNCF      | 31 mei 1987       | 22 mei 1993       | 1987.62  |
| EC 132/133                                   | Stradivari                 | Venezia Santa Lucia – Venezia Mestre – Treviso Centrale – Conegliano – Pordenone – Udine – Tarvisio Boscoverde – Villach Hbf – Velden am Wörthersee – Pörtschach am Wörthersee – Klagenfurt Hbf – St. Veit a. d. Glan – Treibach-Althofen – Friesach – Unzmarkt – Judenburg – Zeltweg – Knittelfeld – Leoben Hbf – Bruck a. d. Mur – Mürzzuschlag – Wiener Neustadt Hbf – Wien Meidling – Wien Hauptbahnhof |           | 14 december 2004  |                   | 2004.10  |
| EC 171/178                                   | Teodolinda                 | Zürich HB – Arth-Goldau – (EC 178: Flüelen) – Göschenen – (Gotthard route) – Bellinzona – Lugano – Chiasso (grens) – Como S. Giovanni – Milano Centrale | CIS       | 11 december 2005  | 13 december 2009  | 2005.04  |
| EC 190/191                                   | Thomas Mann                | Hamburg - Puttgarden - København | DB        | 2 juni 1991       | 14 december 2002  | 1991.12  |
| EC 108/109                                   | Thunersee                  | Interlaken - Basel - Berlin |           | 2 juni 1991       | 27 mei 1995       | 1991.21  |
| EC 51/52                                     | Ticino                     | Zürich - Chiasso - Milano | SBB       | 23 mei 1993       | herfst 2008       | 1993.17  |
| EC 86/87                                     | Tiepolo                    | Venezia - Brenner - Kufstein - München | FS        | 28 mei 1995       |                   | 1995.01  |
|                                              | Tisza                      | Budapest - Szolnok - Debrecen – Nyíregyháza – Lviv – Kiev - Moskva |           |                   |                   |          |
| EC 74/75                                     | Tiziano                    | Milano - Basel - Hamburg | DB        | 31 mei 1987       |                   | 1987.21  |
| EC 46/47                                     | Traianus                   | Budapest - Boekarest |           | 1 juni 1997       | 14 december 2002  | 1997.02  |
| EC 62/63                                     | Transalpin                 | Wien Westbf - Wien Hütteldorf (alleen ÖBB EC 163) - St. Pölten Hbf - Linz Hbf - Wels Hbf - Salzburg Hbf - Kufstein - Wörgl Hbf - Jenbach - Innsbruck Hbf - Ötztal - Imst-Pitztal - Landeck-Zams - St. Anton am Arlberg - Langen am Arlberg - Bludenz - Feldkirch - Buchs SG (k) (grens) - Sargans - Zürich HB {k} - Baden - Brugg - Frick - Stein-Säckingen - Rheinfelden - Basel SBB                       | ÖBB SBB   | 31 mei 1987       | 14 juni 2010      | 1987.35  |
| EC 158/159                                   | Uetliberg                  | Zürich HB – Stuttgart | SBB       | 23 mei 1993       | 7 augustus 1994   | 1993.02  |
| EC 131/134                                   | Val d'Ossola               | Milano - Brig - Lötschberg - Basel SBB | CIS       | 12 december 2004  |                   | 2004.05  |
| EC 20/27                                     | Valais                     | (TGV) Lausanne - Paris | SNCF      | 23 mei 1993       | 16 mei 2003       | 1993.18  |
| EC 127/120                                   | Vallese                    | Genève-Aéroport – Genève – Lausanne – Montreux – Sion – Sierre/Siders – Brig – (Simplon route) – Domodossola – Verbania-Pallanza – Stresa – Arona – Gallarate – Milano Centrale (grens: Iselle di Trasquera) | CIS       | 12 december 2004  |                   | 2004.08  |
| EC 40/41                                     | Varsovia                   | Warszawa - Frankfurt/oder - Berlin | DB        | 23 mei 1993       | 29 september 2002 | 1993.14  |
| EC 90/91                                     | Vauban                     | Brig – Spiez – Bern – Olten – Basel – Colmar – Strasbourg – Metz Ville – Luxembourg – Arlon – Namur – Brussel-Zuid | SBB       | 29 mei 1988       | 8 december 2007   | 1988.03  |
| EC 130/133                                   | Verbano                    | Milano - Brig - Lötschberg - Basel SBB | CIS       | 12 december 2004  |                   | 2004.04  |
| EC 4/5                                       | Verdi                      | Milano - Basel - Dortmund | DB        | 2 juni 1991       |                   | 1991.22  |
| EC 978/975                                   | Versailles                 | (TGV) Genève - Paris | SNCF      | 31 mei 1987       | 16 mei 2003       | 1987.51  |
| EC 52/53                                     | Victor Hugo                | Frankfurt am Main - Saarbrücken - Paris Est | DB        | 31 mei 1987       | 27 mei 1995       | 1987.17  |
| EC 172/173                                   | Vindobona                  | Wien - Brno - Schöna - Berlin | ÖBB       | 23 mei 1993       |                   | 1993.04  |
| EC 976/973                                   | Voltaire                   | (TGV) Genève - Paris | SNCF      | 31 mei 1987       | 16 mei 2003       | 1987.50  |
| EC 160/161                                   | Vorarlberg                 | Zürich - Innsbruck | ÖBB       |                   |                   |          |
| EC 248/249                                   | Wawel                      | Kraków-Katowice-Wrocław-Berlin-Hamburg | PKP       | 10 december 2006  |                   | 2006.01  |
| EC 14/15                                     | Wörthersee                 | Klagenfurt - Salzburg - Kiel | DB        | 28 mei 1989       | -                 | 1989.03  |
| EC 156/157                                   | Zagreb                     | Zagreb Glavni Kolod. – Maribor – Spielfeld-Straß – Semmeringroute - Wien Südbahnhof | ÖBB       | 15 december 2003  |                   | 2003.03  |
| EC 74/75                                     | Zdeněk Fibrich             | Wien - Hohenau - Praha |           | 14 december 2008  | 11 december 2009  | 2008.07  |
| EC 30/35 EC 32/33 EC 34/31 EC 36/39 EC 38/37 | Zonder naam Vogeltrekroute | København H – Høje Taastrup st – Ringsted st – Naestved st – Vordingborg st – Nykøbing F st – Rødby F st (grens) – (F) – Puttgarden – (Vogelfluglinie) – Oldenburg (Holst) – Lübeck Hbf (ri. Hamburg alleen uitstappen, ri. København alleen instappen) – Hamburg Hbf | DSB       | 15 december 2002  | 08 december 2007  | 2002.05  |
| EC 36/35                                     | Zonder naam Vogeltrekroute | København H – Hoeje Taastrup st – Naestved st – Vordingborg st – Nykoebing F st – Roedby F st (grens) – (F) – Puttgarden – (Vogelfluglinie) – Oldenburg (Holst) – Lübeck Hbf (ri. Hamburg alleen uitstappen, ri. København alleen instappen) – Hamburg Hbf (Andere verbindingen zijn als ICE ingelegd.) | DB        | 9 december 2007   | 14 december 2019  | 2002.05  |
| EC 42/43 EC 44/45 EC 46/47 EC 48/49          |                            | Budapest-Keleti pu – Budapest-Kelenföld – Györ – Hegyeshalom (grens) – Bruck a. d. Leitha – Wien Westbahnhof |           | -                 | nu.               |          |
| EC 52/53                                     |                            | Frankfurt(Main)Hbf – Mannheim Hbf – Kaiserslautern Hbf – Saarbrücken Hbf – Forbach(F) (grens) – Metz – Paris Est |           | 31 mei 1987       | 10 juni 2007      | 1987.17  |
| EC 60/61                                     |                            | München Hbf – Augsburg Hbf – Ulm Hbf – Stuttgart Hbf (K) – Karlsruhe Hbf – Kehl (grens) – Strasbourg | DB        | ??                | - 10 juni 2007    |          |
| EC 64/65                                     |                            | München Hbf – Augsburg Hbf – Ulm Hbf – Stuttgart Hbf (K) – Karlsruhe Hbf – Kehl – Strasbourg – Paris Gare de l'Est (vanaf 6 juni 2007 ingekort tot Strasbourg, na 9 december 2007 vervangen door TGV) | DB        | ??                | 8 december 2007   |          |
| EC 191/194 EC 193/192 EC 195/190 EC 197/196  | Zonder naam Allgäuroute    | Zürich HB – Zürich Flughafen – Winterthur – St. Gallen(CH) – St. Margrethen – Bregenz – Lindau Hbf (K) – Memmingen – Buchloe – München Hbf | SBB       | 15 december 2002  |                   | 2002.06  |

## Opmerkingen treindiensten EuroCity-treinen
- OEC EuroCity uitgevoerd door Österreichische Bundesbahnen.
- (F) Veerbootverbinding.
- (K) Trein maakt kop op dit station.

## Galerij

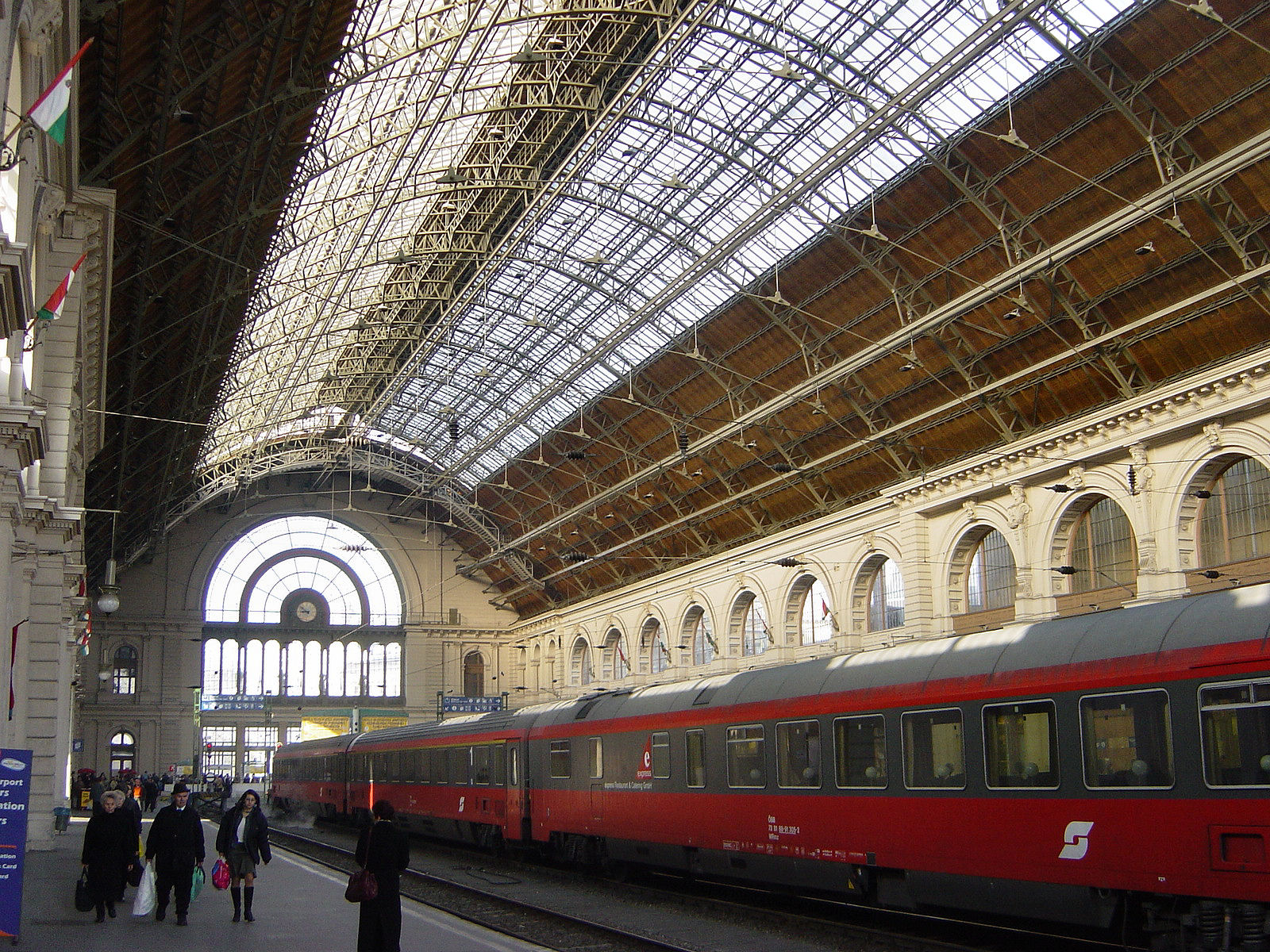
Oostenrijkse EuroCity uit Wenen in station Budapest-Keleti
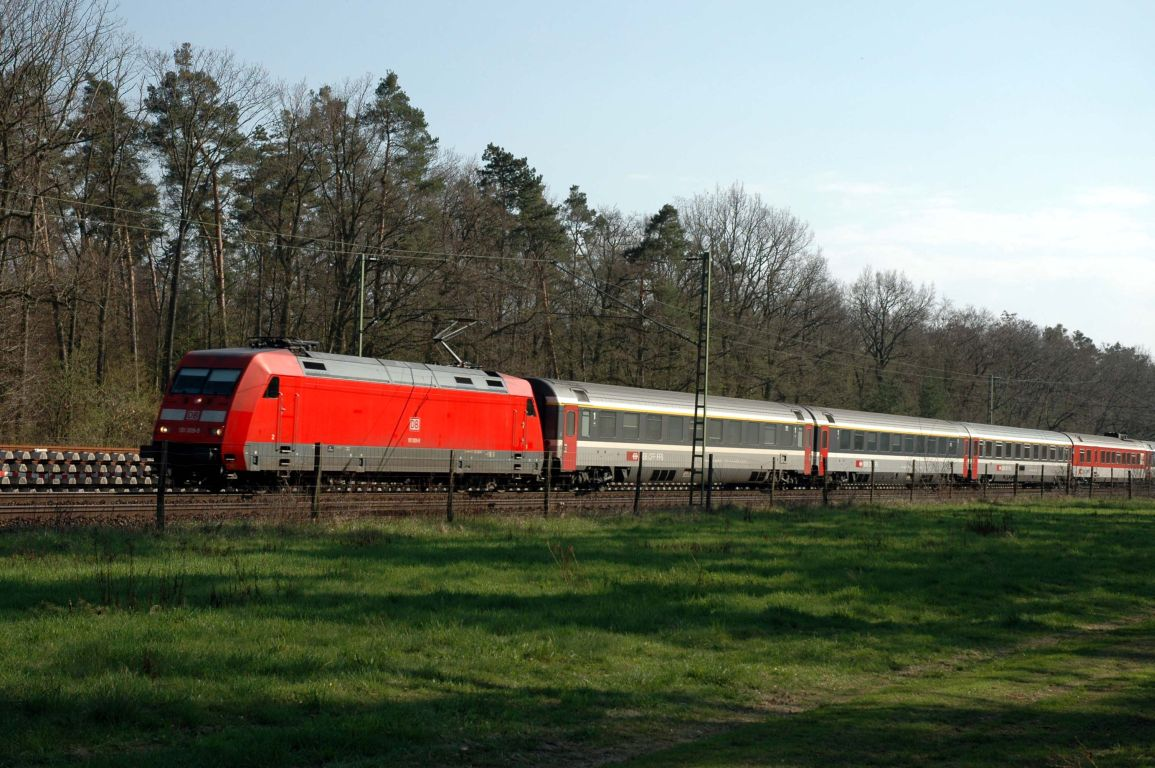
Duits-Zwitserse EuroCity met 101-locomotief in de buurt van Friedrichsthal, Duitsland
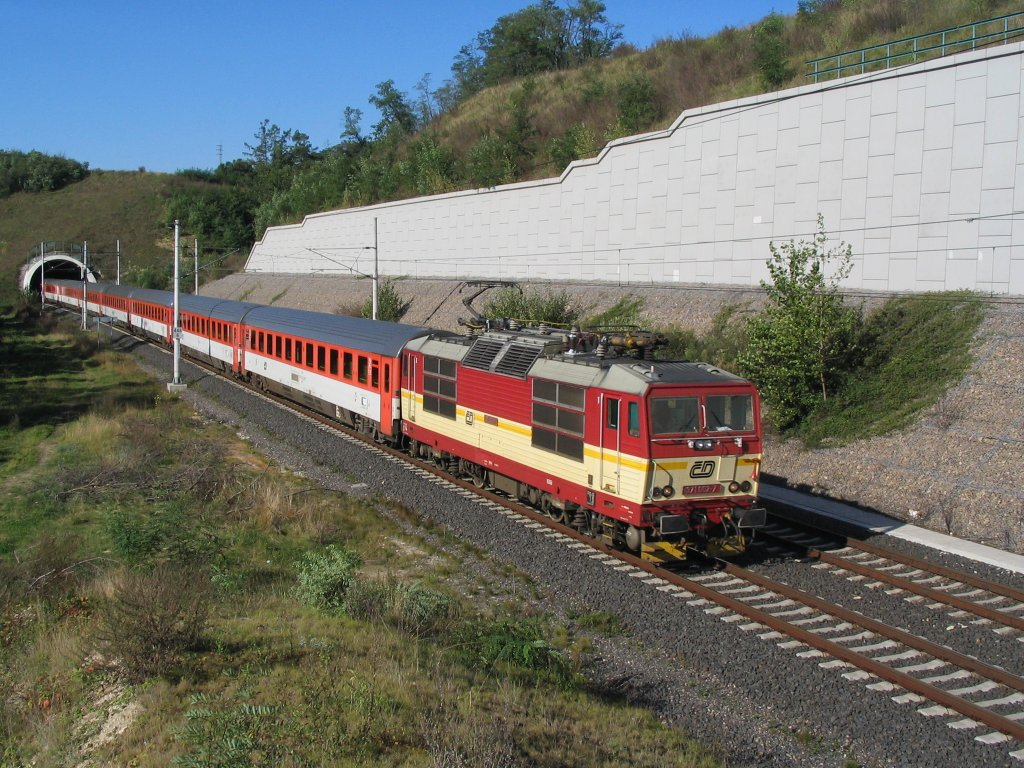
Tsjechische EuroCity met ČD 371-locomotief van Praag via Berlijn naar Aarhus.